# Île Serpentara
L'île Serpentara ou en italien isola Serpentara est une île d'Italie en mer Tyrrhénienne en Sardaigne du Sud appartenant administrativement à Villasimius.

## Géographie
Située à 4 km au sud-est de la Sardaigne, elle s'étend sur environ 1,3 km de longueur pour une largeur approximative de 390 m.
Elle fait partie de l'Area naturale marina protetta Capo Carbonara (it). Son accès est interdit aux bateaux à moteur et comme il y est interdit d'y construire, plusieurs ventes aux enchères de l'île n'ont pas abouti. 